# Mappy Kids
Mappy Kids è un videogioco della Namco e terzo sequel di Mappy, uscito il 22 dicembre 1989 su Nintendo Entertainment System solo in Giappone.

## Trama
Il giocatore impersona il figlio di Mappy. Il gioco è a piattaforme e alla fine di ogni livello c'è Nyamco e una slot machine.
Tirando la leva alla slot machine si potranno fare vari mini giochi dove si dovranno affrontare i Mewkies, ma potranno capitare anche vite extra.
Dopo i mini giochi si apre una schermata di un negozio, dove si possono comprare varie cose grazie alle monete prese durante il gioco.

## Modalità di gioco
Mappy Kids è diverso da Mappy e Mappy Land. Il videogioco è un platform di avventura e non più di strategia. Il giocatore può far volare il protagonista per un breve tempo tenendo premuto il tasto di salto e inoltre il personaggio può dare calci per colpire i nemici, aprire i forzieri e distruggere i vari blocchi dove a volte possono contenere 1UP, monete e bonus.